# Зеньчик, Эдуард
Эдуа́рд Зе́ньчик (эст. Eduard Zentšik, 26 декабря 1975, Силламяэ) — эстонский художник и фотограф, член Союза фотографов Эстонии, член Объединения русских художников в Эстонии.

## Творческая биография
Рисовать Эдуард начал с ранних лет, однако намного больше времени уделял спорту: 17 лет занимался плаванием, участвовал в соревнованиях.
Художественным творчеством начал заниматься в 1995 году. В 1996—1997 годах брал персональные уроки в изостудии художника из Ида-Вирумаа Игоря Лукьянова. В 2004 году окончил Эстонскую академию художеств по специальности «графический дизайн».
С 1998 года — член закрытого Силламяэского клуба художников «Апрель» («Aprill»). Участвует в деятельности ассоциации художников “Ježi”. Наряду с изобразительным искусством с 2002 года занимается фотографией, он также дизайнер, автор инсталляций, перформансов и музыкальных импровизаций, организатор молодежных выставок и проектов. С 2006 года — фрилансер.
За годы творчества провёл более 60-ти персональных выставок и принял участие в многочисленных совместных проектах. В 2011 году очерк об Эдуарде Зенчике вошёл в книгу искусствоведа Галины Балашовой «Инсталляция на фоне эстонского пейзажа» о самых значимых русских художниках Эстонии.
Картины Эдуарда Зеньчика находятся в частных коллекциях Эстонии, США, Великобритании, Швеции, Италии, Финляндии, Франции, России и других стран. Семь работ художника приобретены в коллекцию музея-заповедника А. С. Пушкина. Две работы находятся в коллекции Плёсского государственного историко-архитектурного и художественного музея-заповедника. Четыре работы находятся в собрании художественной галереи Нарвского музея. Две работы находятся в коллекции музея Силламяэ. Одна работа входит в коллекцию Музея современного искусства в Пярну. Одну работу приобрела Нью-Йоркская галерея искусства аутсайдеров. В 2017 году его работы были приобретены в коллекцию музея замка Фалль в Эстонии. В 2018 году одну из работ Эдуарда Зеньчика приобрёл российский историк моды, искусствовед Александр Васильев.
В 2012 году издал книгу о своём творчестве «My universe» на основе Программы поддержки местной инициативы Эстонии, помощи городской управы Силламяэ и порта Силламяэ. Альбом «Eduard Zentsik. My universe», в которую вошли 120 репродукций картин, не предназначен для продажи. Эту книгу получили в подарок музеи, галереи, библиотеки, художественные школы, отделы культуры и туризма муниципальных и государственных организаций в Ида-Вирума и в целом по Эстонии. В том же году Эдуард Зеньчик стал финалистом конкурса «Professional Photographer 2012» в Лондоне, а также участвовал в фотовыставке финалистов конкурса «Trainspotting» в Музее науки и технологий в Сиднее. Сотрудничает с журналами, аукционами и художественными галереями Европы, США и России.
Эдуард Зеньчик работает в жанре сюрреализма, но никакая мифология или эзотерическое учение не застрахованы от изобразительных манипуляций художника: в его творчестве Дзен идёт рука об руку с Дао, Кришной, Христом и двенадцатью богами Олимпа. Несмотря на довольно яркую колористичность, примесь сюрреалистических набросков и искусства аутсайдеров, видение художника имеет трагические полутона, и это придаёт его работам остроту и подлинность.

## Награды и премии
- 2011 — первое место на международном творческом конкурсе «Арт Момент», Санкт-Петербург, Россия[3];
- 2012 — премия года молодому талантливому художнику от фонда «Капитал культуры» («Kultuurkapital»), Эстония[11];
- 2012 — фотография «Нарвский замок Германа» — 2 место в Эстонии и 9 место в международном финале конкурса Вики любит памятники[12];
- 2017 — Почётная грамота города Силламяэ[13].

## Фотоработы

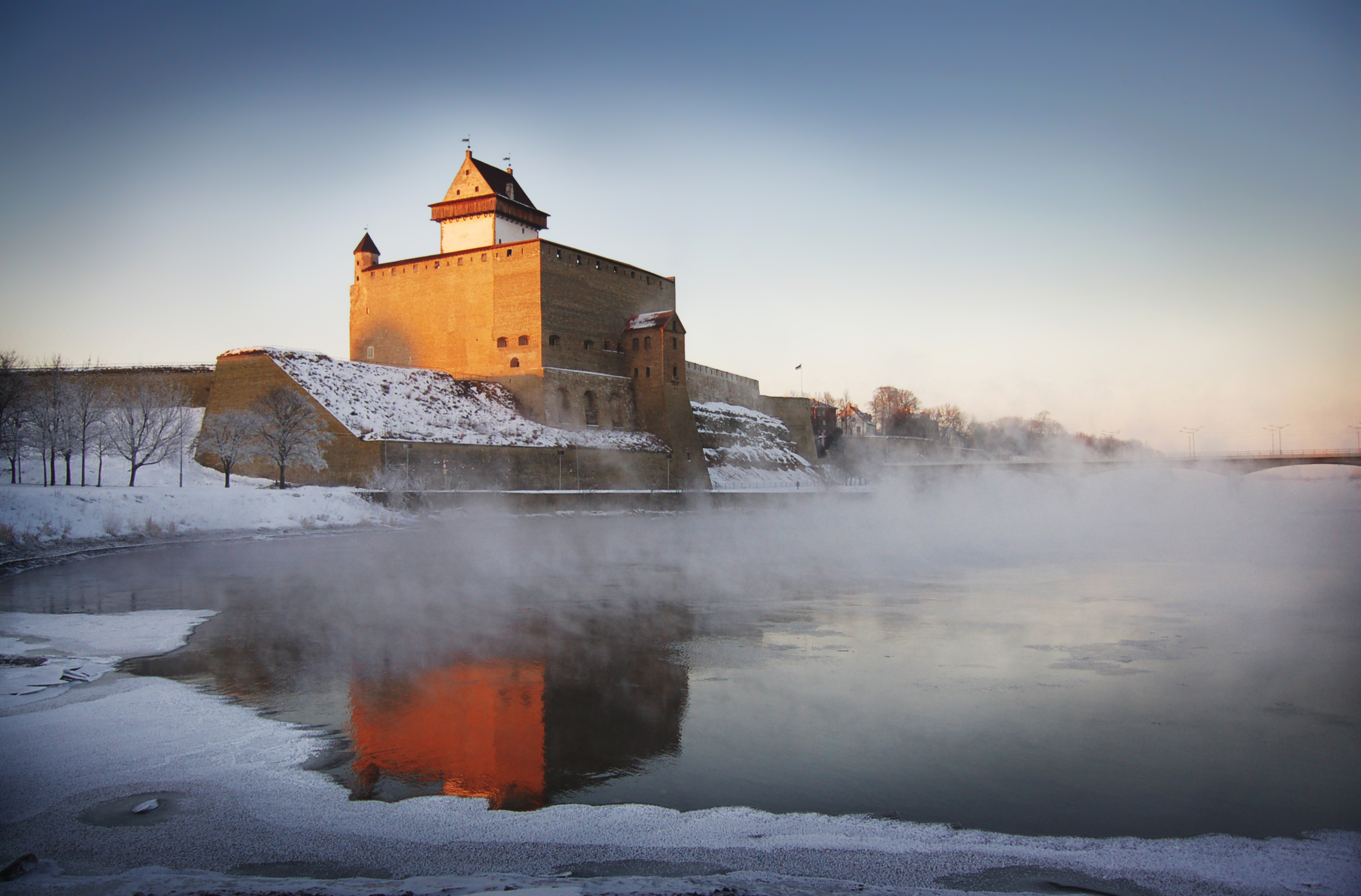
Нарвский замок Германа
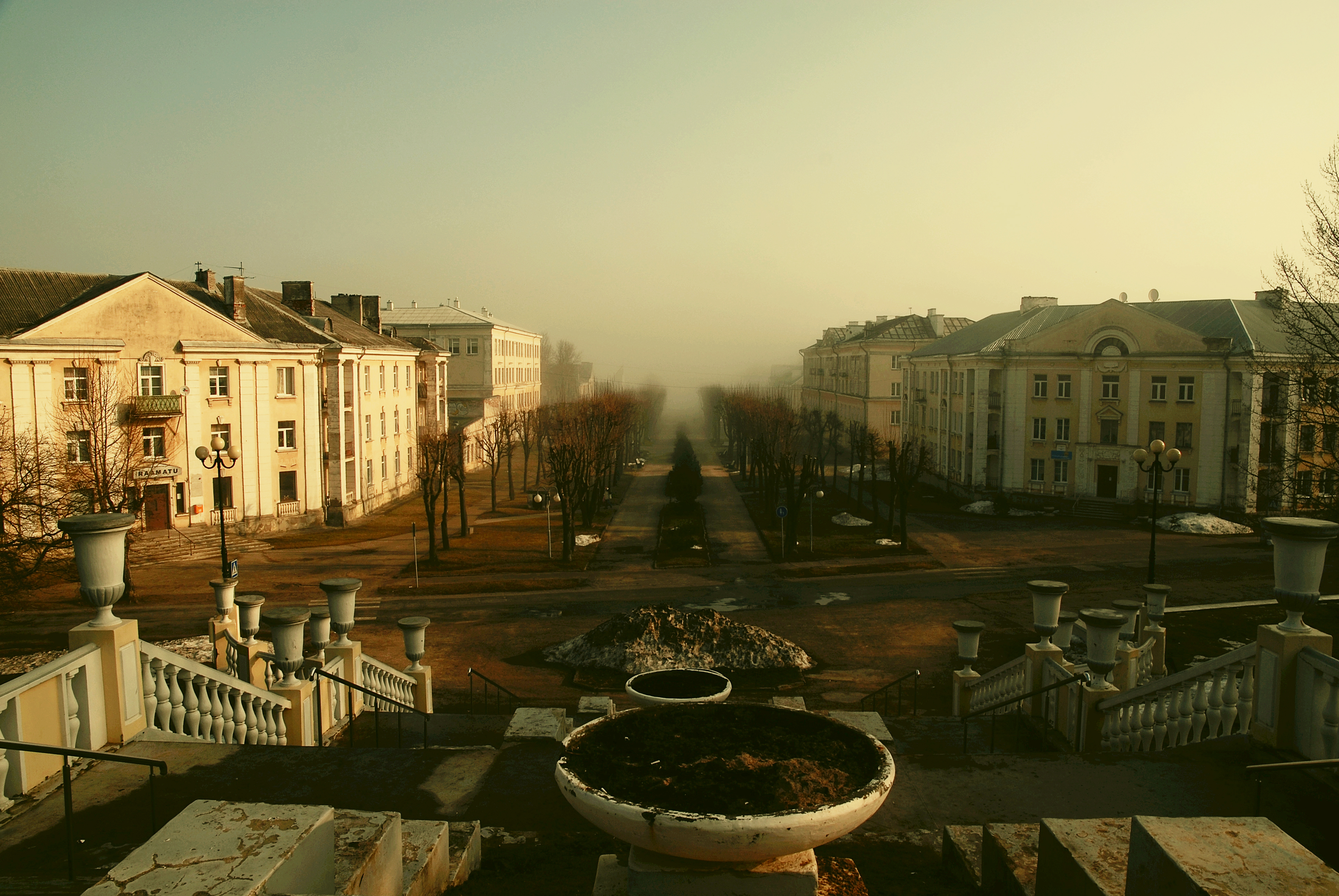
Силламяэ, Морской бульвар
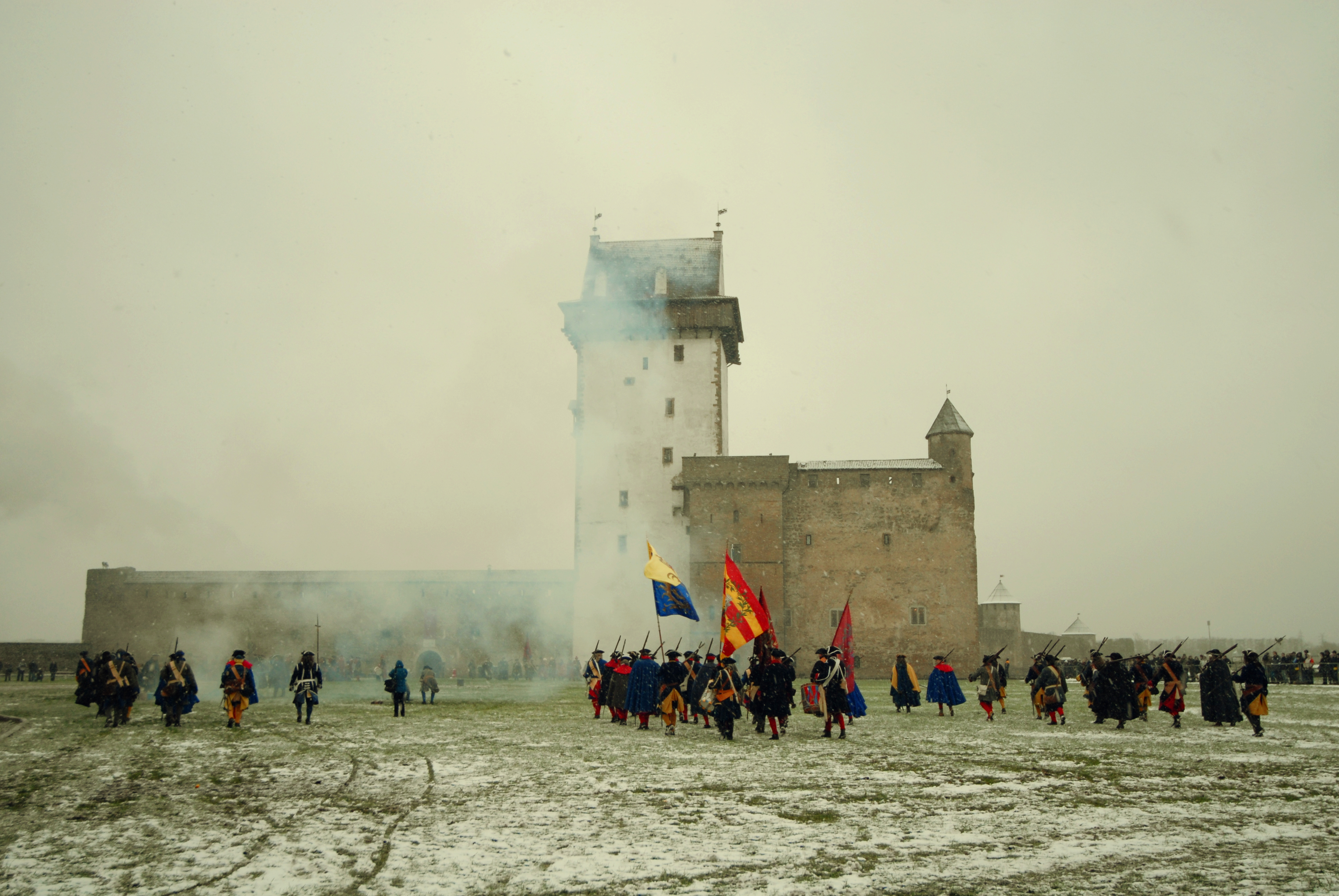
Город Нарва

## Картины
- Картины Эдуарда Зеньчика на сайте галереи MuseumLV Архивная копия от 1 июня 2019 на Wayback Machine
- Работы Эдуарда Зеньчика на Youtube